# Oecopetalum greenmanii
Oecopetalum greenmanii är en tvåhjärtbladig växtart som beskrevs av Standl. & Steyerm.. Oecopetalum greenmanii ingår i släktet Oecopetalum och familjen Icacinaceae. Inga underarter finns listade i Catalogue of Life.